# Fronteira Alemanha–Áustria
A fronteira entre Alemanha e Áustria é uma linha com cerca de 815 km de extensão e que separa os territórios do sudeste da Alemanha e do noroeste da Áustria.

## Características
A fronteira separa dois länder alemães (Baden-Württemberg e Baviera) de quatro länder austríacos (Vorarlberg, Tirol Salzburgo e Alta Áustria).
Inicia no noroeste da Lago Constança, que separa Baden-Württemberg da Áustria. A fronteira, em seguida, segue uma orientação geral em direção ao leste. A Baviera tem uma longa fronteira com a Áustria, passando pelos Alpes Bávaros. O maciço Bregenzerwald, os Alpes Allgäu, os Alpes Ammergau, o Wetterstein, o Karwendel, os Pré-Alpes Bávaros, os Alpes de Brandenberg, os Alpes Chiemgau e os Alpes Berchtesgaden sucedem-se de oeste para leste ao longo da fronteira.
O rio Inn constitui uma secção da fronteira germano-austríaca. Passau é uma cidade da Baviera na Alemanha, localizada na fronteira, na confluência de um rio grande, o rio Danúbio (Donau ), e dois menores, o rio Inn e o rio Ilz. A poucos quilómetros depois da cidade alemã de Passau a fronteira é formada durante poucas dezenas de quilómetros pelo Danúbio.
No cume do Sorgschrofens, a fronteira é reduzida a um ponto. A norte, a cidade austríaca de Jungholz é quase totalmente cercada pela Alemanha e está ligada ao resto da Áustria por este ponto.